# Eusebio Sempere
Eusebio Sempere Juan (Alicante, 3 de Abril de 1923 — Alicante, Abril de 1985) foi um dos mais famosos escultores e pintores espanhóis.
Jovem, com 17 anos, e ainda no após-guerra espanhol, mudou-se para Valência, onde estudou na Escola de Belas Artes, local onde a arte moderna se encontrava proscrita.
Saturado da mediocridade e obnubilação da pintura conservadora, ainda, incompreensivelmente, leccionada na escola onde ingressou, Sempere decidiu então mudar-se novamente, mas, desta feita, Paris. Ali, com algumas dificuldades financeiras, conseguiu relacionar-se com os ínfimos vanguardistas que vieram a marcá-lo profundamente, relativamente à sua carreira artística.
Acabada a sua formação, regressou ao seu país natal, em 1960, onde passou a aplicar os seus grandes e subtis conhecimentos sobre geometria, sendo cada obra, hierarquicamente, geometrizada.
Faleceu, devido a uma grave doença, em 1985.